# Parapeltidium nichollsi
Parapeltidium nichollsi is een eenoogkreeftjessoort uit de familie van de Peltidiidae. De wetenschappelijke naam van de soort is voor het eerst geldig gepubliceerd in 1970 door Ummerkutty.